# Detroit Pistons 1968-1969
La stagione 1968-69 dei Detroit Pistons fu la 20ª nella NBA per la franchigia.
I Detroit Pistons arrivarono sesti nella Eastern Division con un record di 32-50, non qualificandosi per i play-off.

## Roster
| N° | Naz.                   | Ruolo | Sportivo         | Anno | Alt. | Peso |
| -- | ---------------------- | ----- | ---------------- | ---- | ---- | ---- |
| 5  | Stati Uniti (bandiera) | A     | Happy Hairston   | 1942 | 201  | 102  |
| 8  | Stati Uniti (bandiera) | C     | Walt Bellamy     | 1939 | 211  | 102  |
| 10 | Stati Uniti (bandiera) | AC    | Bud Olsen        | 1940 | 203  | 100  |
| 12 | Stati Uniti (bandiera) | G     | Cliff Williams   | 1945 | 191  | 82   |
| 14 | Stati Uniti (bandiera) | GA    | Eddie Miles      | 1940 | 193  | 88   |
| 19 | Stati Uniti (bandiera) | C     | Rich Niemann     | 1946 | 213  | 111  |
| 20 | Stati Uniti (bandiera) | AC    | Otto Moore       | 1946 | 211  | 93   |
| 21 | Stati Uniti (bandiera) | G     | Dave Bing        | 1943 | 191  | 82   |
| 22 | Stati Uniti (bandiera) | GA    | Dave DeBusschere | 1940 | 198  | 100  |
| 23 | Stati Uniti (bandiera) | AC    | Jim Fox          | 1943 | 208  | 104  |
| 23 | Stati Uniti (bandiera) | AC    | McCoy McLemore   | 1942 | 201  | 104  |
| 24 | Stati Uniti (bandiera) | G     | Jimmy Walker     | 1944 | 191  | 88   |
| 25 | Stati Uniti (bandiera) | A     | Dave Gambee      | 1937 | 198  | 98   |
| 30 | Stati Uniti (bandiera) | G     | Howard Komives   | 1941 | 185  | 84   |
| 43 | Stati Uniti (bandiera) | GA    | Terry Dischinger | 1940 | 201  | 86   |
| 44 | Stati Uniti (bandiera) | A     | Sonny Dove       | 1945 | 201  | 90   |

## Staff tecnico
- Allenatori: Donnie Butcher (10-12) (fino al 2 dicembre)[1], Paul Seymour (22-38)
- Vice-allenatore: Paul Seymour (fino al 2 dicembre)